# مرسيدس رومان
مرسيدس رومان (بالإسبانية: Mercedes Román) هي عداءة سريعة مكسيكية، ولدت في 26 سبتمبر 1945 في مدريد في إسبانيا.

## وصلات خارجية
- مرسيدس رومان على موقع أوليمبيديا (الإنجليزية)